# Hidroxistilbamidina
Hidroxistilbamidina (nome comercial FluoroGold) é uma fluoróforo que emite diferentes frequências de luz quando ligado ao DNA e RNA. Ele é usado como um traçador retrógrado para delinear neurônios e como um histoquímicos mancha.
Células sintetizam continuadamente diversas moléculas, transportadas intracelularmente ou secretadas empacotadas através das membranas celulares. As macromoléculas também podem ser absorvidas e transportadas para o corpo da célula, sendo metabolizadas ou armazenadas. O sistema nervoso não é uma exceção, assim, os neurônios podem absorver moléculas através de receptores, ou por endocitose vesicular.
Após a absorção, essas moléculas são transportadas para o corpo celular, para serem processadas, armazenadas ou metabolizadas. O transporte da periferia para o corpo celular é chamado transporte retrógrado. Porém, as moléculas podem ser absorvidas no corpo celular e dendritos e transportados ao longo do axônio para a periferia. Esse tipo de transporte é chamado transporte anterógrado.

## Galeria

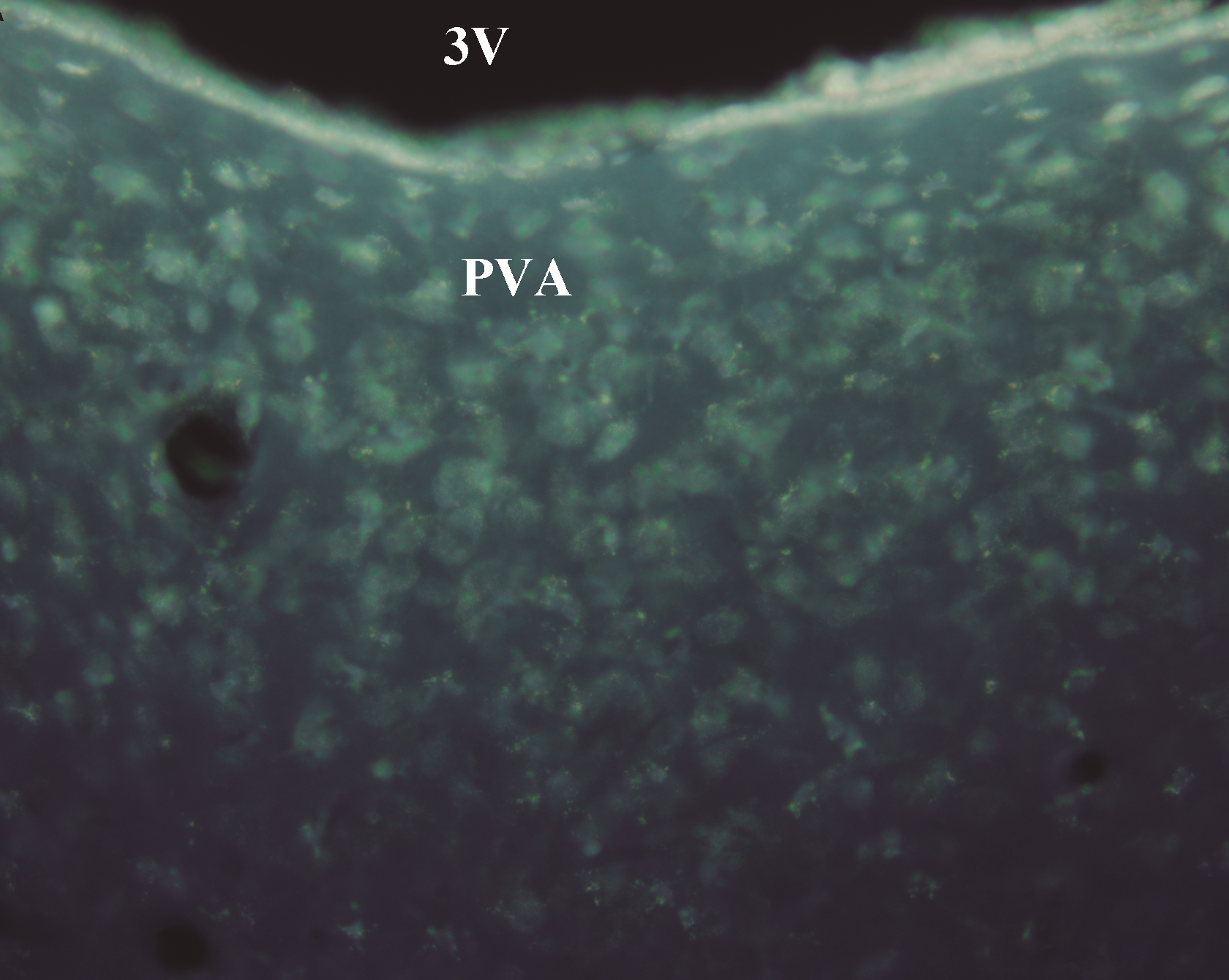
Neurônios do PVA de ratos Long-Evans marcados com fluorogold.
Neurônios do PVH de ratos Long-Evans marcados com fluoro-gold